# Otto Demme
Otto Demme (* 12. September 1901 in Ebeleben; † 19. April 1969 in Lichtenfels) war ein deutscher Jurist und Politiker (NSDAP).

## Leben und Wirken
Demme wurde als Sohn eines Klempnermeisters geboren. Nach der Volksschule in Ebeleben besuchte er von 1912 bis 1921 das Gymnasium in Sondershausen. Es folgte von 1922 bis 1926 das Studium der Rechtswissenschaften und Volkswirtschaft in Jena und Göttingen, unterbrochen von einer einjährigen Tätigkeit als Bankvolontär und -angestellter in Greußen. Nach dem Studium war er von April 1929 bis Juni 1929 im juristischen Vorbereitungsdienst, den er mit der zweiten juristischen Staatsprüfung in Jena abschloss.
Nach Vertretungstätigkeiten bei verschiedenen Rechtsanwälten arbeitete Demme ab 1930 als selbstständiger Rechtsanwalt in Weimar. Er verteidigte vorwiegend NSDAP-Mitglieder in politischen Prozessen. Vom 28. März 1933 bis April 1945 war er Präsident der Thüringischen Staatsbank, anfangs bis Juni 1933 kommissarisch.
Zum 1. Januar 1931 trat Demme in die NSDAP ein (Mitgliedsnummer 423.653). Von 1931 bis 1933 war er Beisitzer, dann Leiter des Gau-Untersuchungs- und Schlichtungsausschusses der NSDAP. Ab 1934 war er ehrenamtliches Mitglied der NSDAP-Gauleitung in Thüringen und ab 1937, bis 1939 zusammen mit Otto Eberhardt, Leiter des Fachamtes Finanzen und Kapital des Gauhauptamtes für den Vierjahresplan. Vom 20. April 1939 bis zum 12. April 1945 trug er den Titel „Staatsrat“ der thüringischen Landesregierung. 1943 wurde er als Nachfolger von Walther Schieber Vorsitzender des Verwaltungsrates der Wilhelm-Gustloff-Stiftung. Außerdem hatte er zahlreiche Mandate in Aufsichtsräten, wie beispielsweise bei der Deutschen Landesbankenzentrale in Berlin, und war Mitglied des Beirats der Sächsischen Staatsbank in Dresden.
Am 24. April 1945 verhaftete die US-Armee Demme in Greiz. Es folgte eine Internierung in verschiedenen Lagern, aus der er am 5. März 1948 entlassen wurde. Am 22. April 1948 wurde sein Spruchkammerverfahren in Hamburg-Bergedorf eingestellt. Am 25. Januar 1951 erhielt er die Zulassung als Rechtsanwalt beim Amtsgericht Herford. In Herford lebte er bis 1968 und zog dann nach Oberlangenstadt.